# 板塔婆

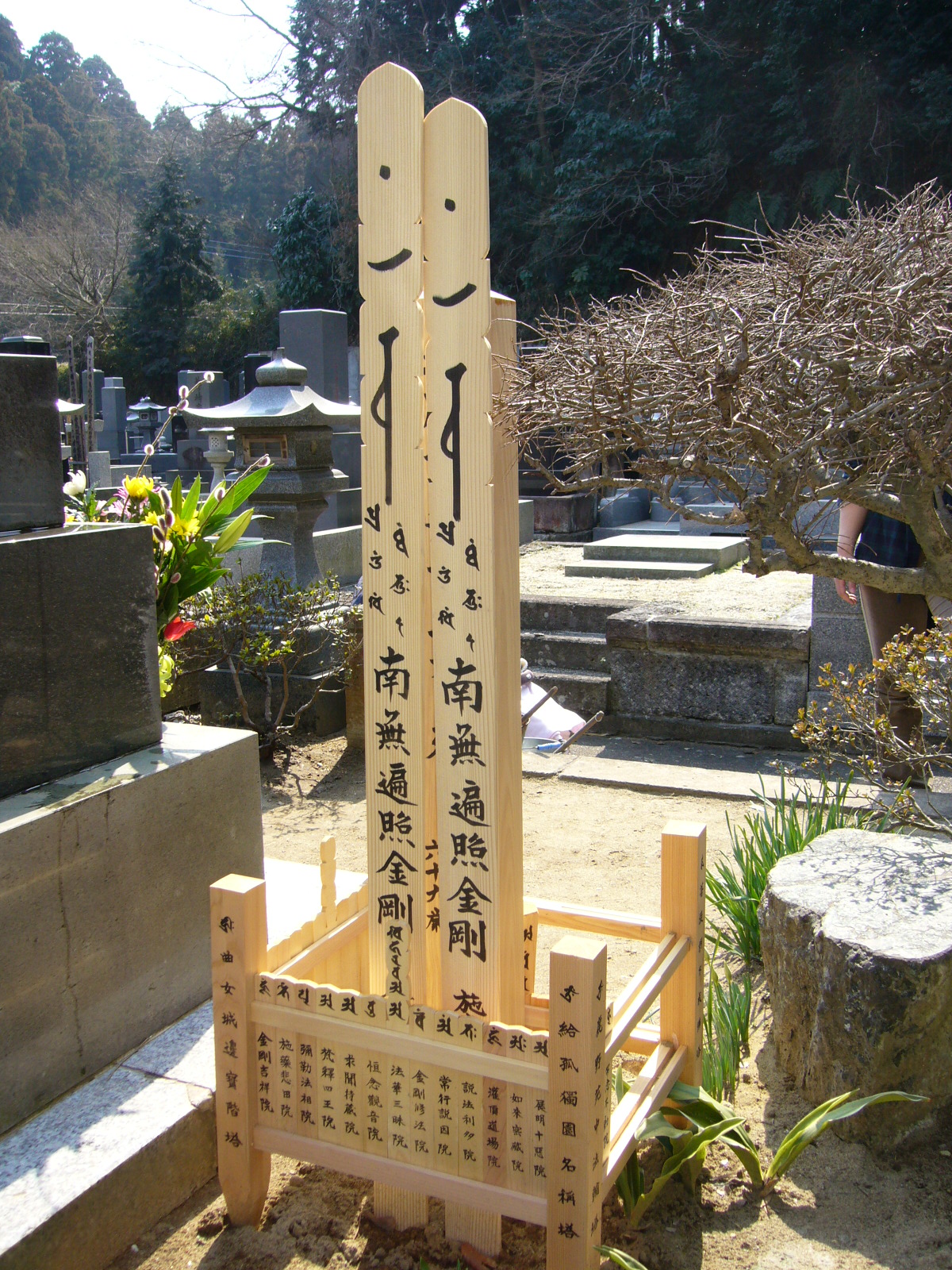
板塔婆

板塔婆係日本一種佛教化供具，用於日本祭祖、祭亡、布施餓鬼或莊嚴道場之用。

## 命名
板塔婆，日本漢字作，二者字型基本相同，假名為「いたとうば」、「いたとば」，板(いた)為木板，塔婆(とうば、とば)全稱為「卒塔婆」(そとば)，即是塔之意，漢譯又作率都婆、窣堵坡，語源來自梵文的स्तूप(stūpa)，係印度一種塔的形式。「板塔婆」則是一種木板製成塔形之物。
因板塔婆為在日本各「卒塔婆」中常見、常用的形式，故也有逕以「卒塔婆」(そとば)稱之。
因型制為平面木板，故又稱「平塔婆」（日语：／ Hiratouba）。

## 型制
板塔婆形狀如同平面之「五輪塔」，由上而下形狀分別是：寶珠形(表空)、半月形(表風)、三角形(表火)、圓月形(表水)、方矩形(表地)，其方矩形配合木板為直長條形，最下底部製成尖椎形，以便插入土中。

## 用途

### 法會度亡
作為類似佛菩薩加持的牌位，直式書寫，內容有佛經名或法會名、欲超薦者之名諱、供養者等資料，如「南無妙法蓮華經 某某院某某居士位 新盆會水向供養塔」、「奉修大施餓鬼會 為某某居士位 盂蘭盆會供養塔」、「(五輪塔種子字)爰寶塔者為東日本大震災犧牲萬靈離苦得樂」，用意在經由法會的追善供養，救度墮入三惡道的亡者。
一面朝外內容為祭祀亡者之資料，一面朝內則書寫梵文陀羅尼、種子字或佛經名、佛菩薩、祖師聖號、日期等。

### 掃墓祭祖
作為掃墓時的供養具，直式書寫，如「南無妙法蓮華經 為某某家之靈回忌追善(供養日期、供養者)」、「南無阿彌陀佛 為某某家先祖供養塔(供養日期、供養者)」、「(彌陀種子字)為某某院某某居士入彼岸(供養日期、供養者)」等例，於掃墓時供奉在祖先墓旁的板塔婆架(日语：／ Toubatate)中。
部份日本人有將過世之寵物安葬在寵物墓園，為寵物製的塔婆則會書寫上寵物(ペット)某某名。

### 莊嚴道場
作為類似佛幡的莊嚴具，直式書寫，上書梵文陀羅尼、種子字或佛經名、佛菩薩、祖師聖號等，列於佛寺道場。

## 其他塔婆
在日本，除「板塔婆」外，尚有「角塔婆」（日语：／ Kakutouba），為立柱體之木造塔婆；「經木塔婆」（日语：／ Kyougitouba），較板塔婆為小且薄。此三種是日本常見的塔婆形式。